# 伊斯特布魯克 (緬因州)
伊斯特布魯克（英語：Eastbrook）是一個位於美國緬因州漢考克縣的市鎮。

## 人口
根據2020年美國人口普查的數據，伊斯特布魯克的面積為97.51平方千米，當中陸地面積為96.38平方千米，而水域面積為1.13平方千米。當地共有人口424人，而人口密度為每平方千米4人。